# Nicolás Martínez
Nicolás Iván Martínez Vargas (ur. 19 marca 1991 w Buenos Aires) – argentyński piłkarz występujący na pozycji napastnika, od 2024 roku zawodnik gwatemalskiego Mixco.